# 菊野台

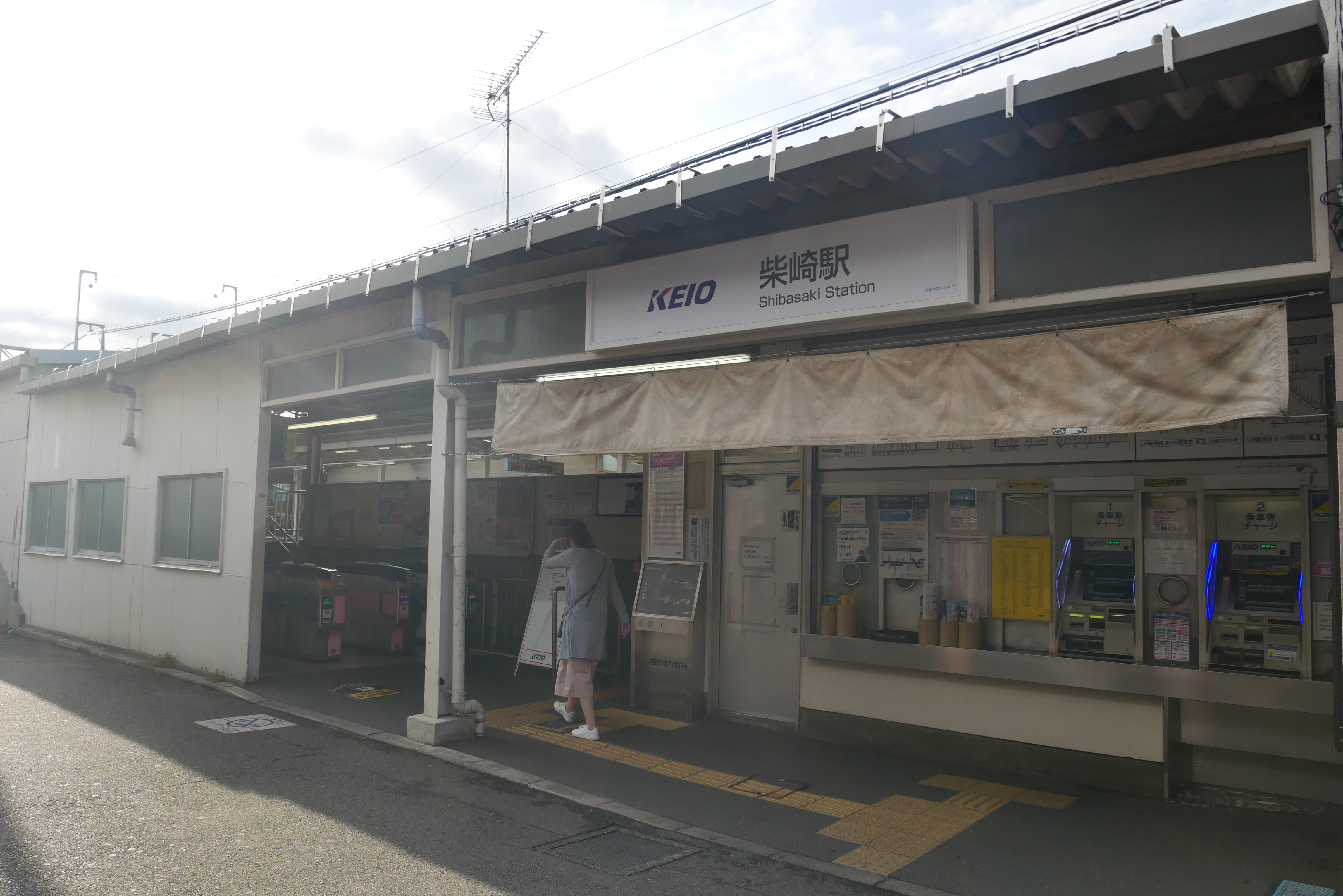
柴崎駅（南口改札）

菊野台（きくのだい）は、東京都調布市の町名。現行行政町名は菊野台一丁目から三丁目。町域を京王電鉄京王線が横断し、町域中央に柴崎駅が所在する。京王線と並行して北側を国道20号（甲州街道）、南側を品川通りが横断する。

## 地理
東側で西つつじケ丘および東つつじケ丘、西側で国領町、南側で狛江市西野川、北側で柴崎と接する。町域南側を野川が流れ、川に沿って町域の境界となっている。
町域内には閑静な住宅街が広がる。国道20号は横断歩道が少なく歩道が狭いが、終日にわたり交通量が非常に多いため、歩道を走行する自転車が多い。

### 河川

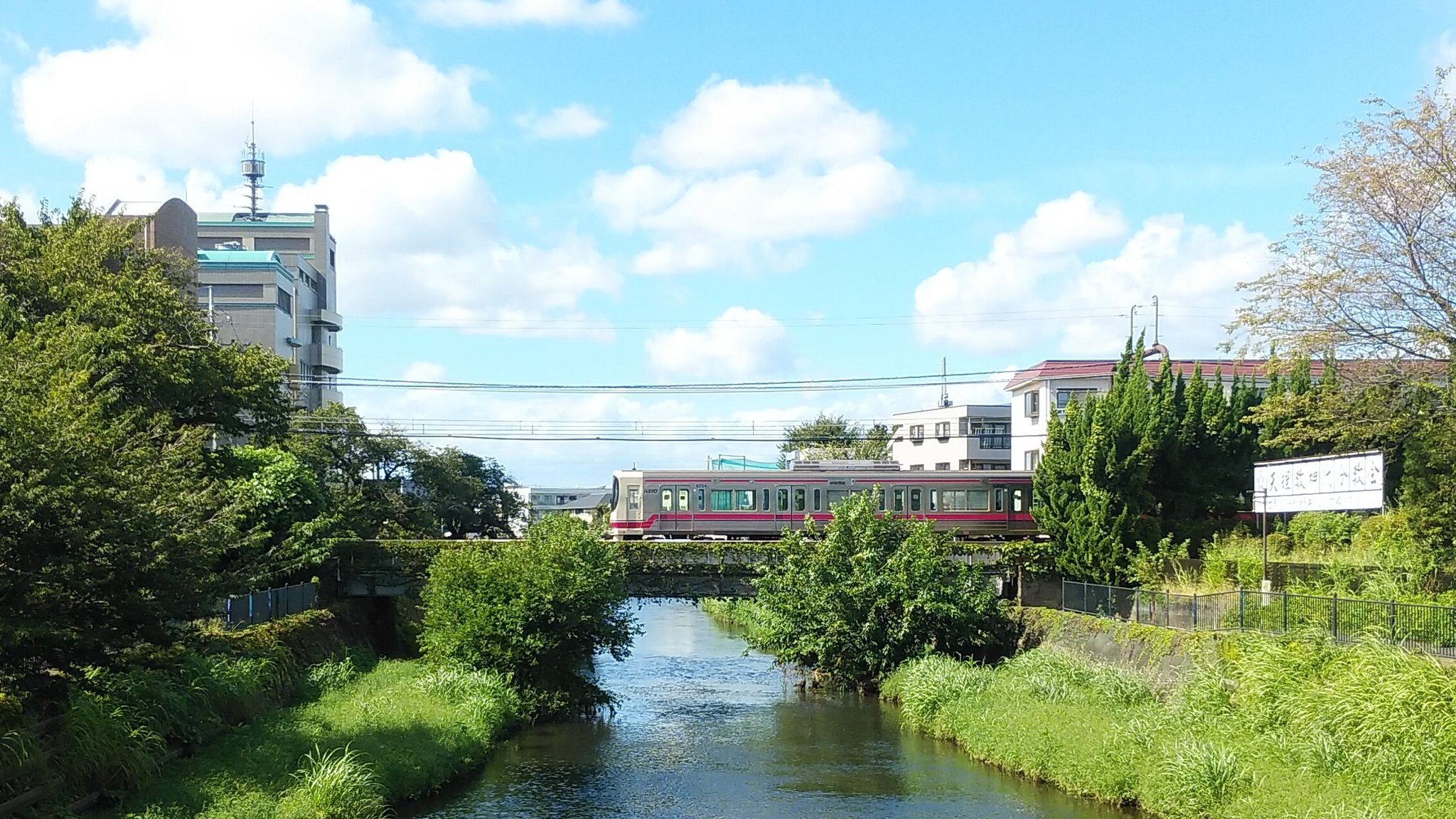
野川　京王線交差部（菊野台　国領町）

- 野川

## 世帯数と人口
2021（令和3）年9月1日現在の町丁目別人口・世帯数は以下の通りである。
|         | 人口  | 世帯数 |
| ------- | ----- | ------ |
| 菊野台1 | 2,493 | 1,512  |
| 菊野台2 | 3,167 | 1,864  |
| 菊野台3 | 4,002 | 2,070  |

## 施設
調布市内の鉄道駅はすべて京王電鉄の駅であるが、柴崎駅では駅舎改良が行われておらず、改札口が南口と北口に分かれている。エレベーターは設置されておらず、上りと下りのホームを移動するには地下通路の階段を昇降するか、踏切を横断するしかない。朝夕のラッシュ時には開かずの踏切となり、改札横の踏切には多くの歩行者が滞留する。また駅前広場はなく路線バスも駅前に入れず、駅前の道路は狭隘で改札前まで店舗が迫っている。2022年時点で、調布市内の駅でこのような構造のままなのは柴崎駅のみとなっている。
調布市内では調布駅 - 国領駅間で地下化が行われ、西調布駅 - 飛田給駅およびつつじヶ丘駅では橋上駅舎が建設された。京王線で今後実施が予定されている高架化は仙川駅の先の千歳烏山駅以東が対象となっており、柴崎駅周辺は開発から取り残されている。そのため駅周辺の住民は調布市および京王電鉄に対し、柴崎駅の橋上駅舎化と駅前再開発を求めているが、そのためには駅周辺の商店等が立ち退きすることが必要となる。

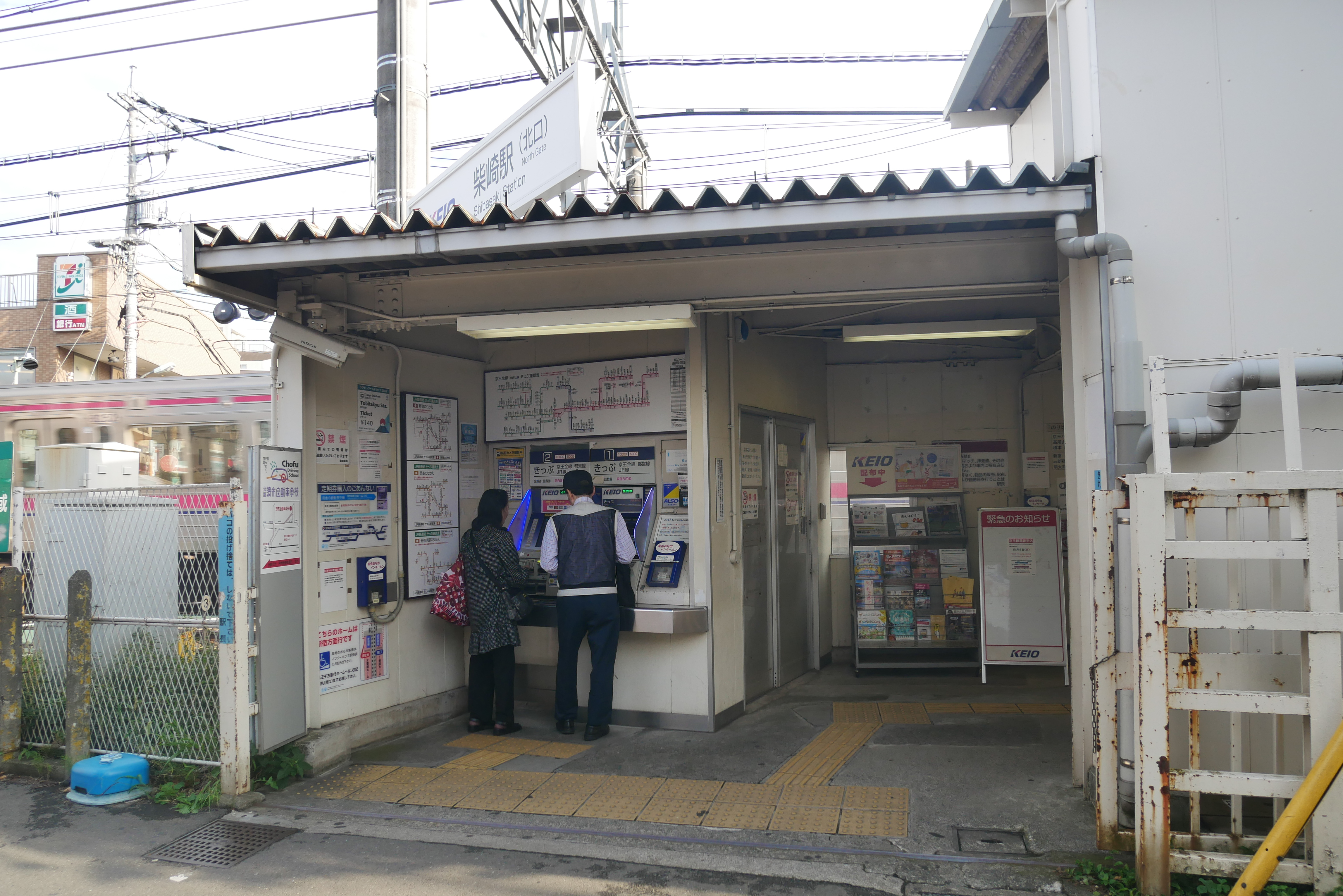
柴崎駅北口（上り方面）
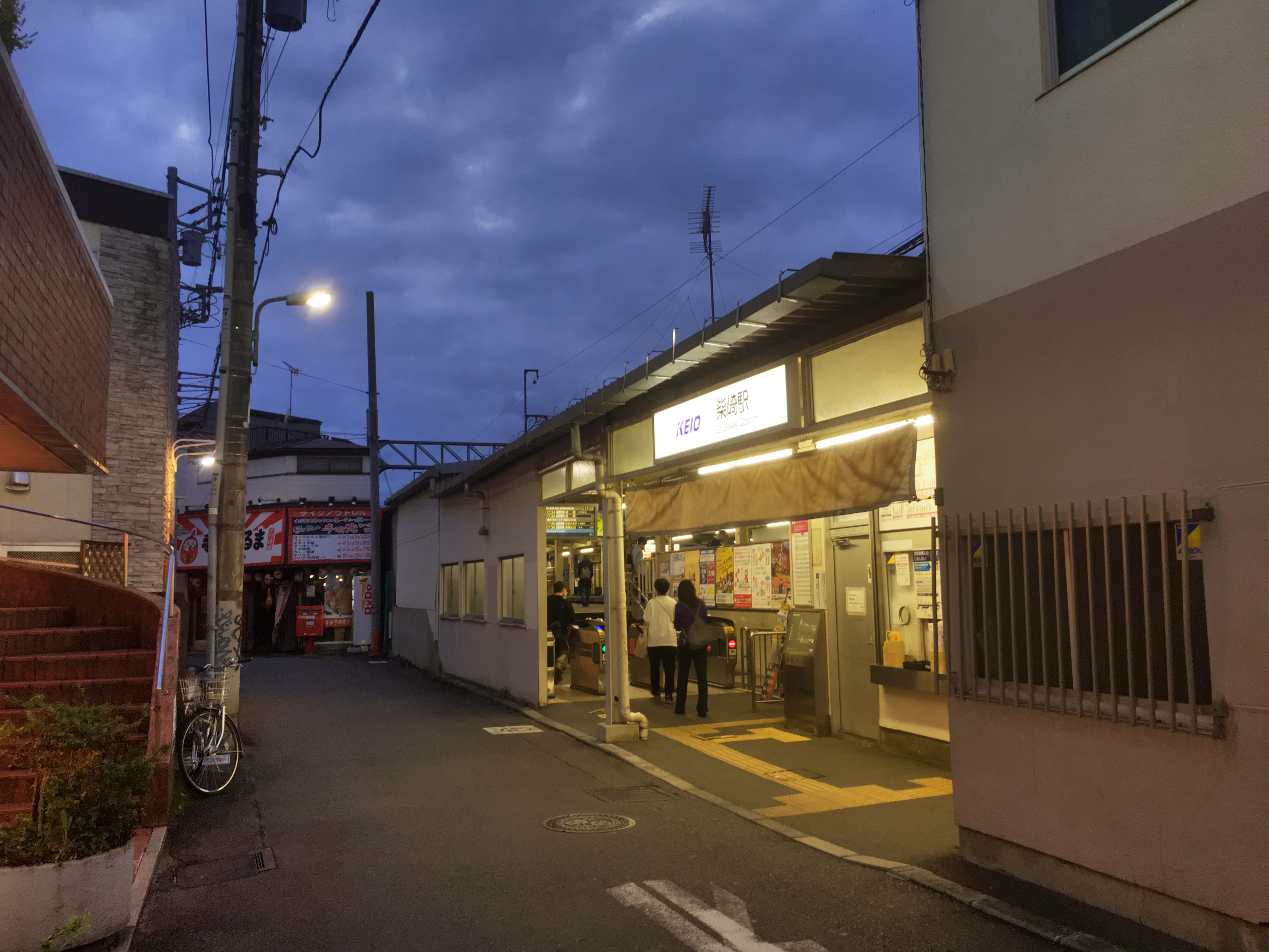
柴崎駅南口（下り方面） 改札前まで建物が迫り、奥には居酒屋が見える。
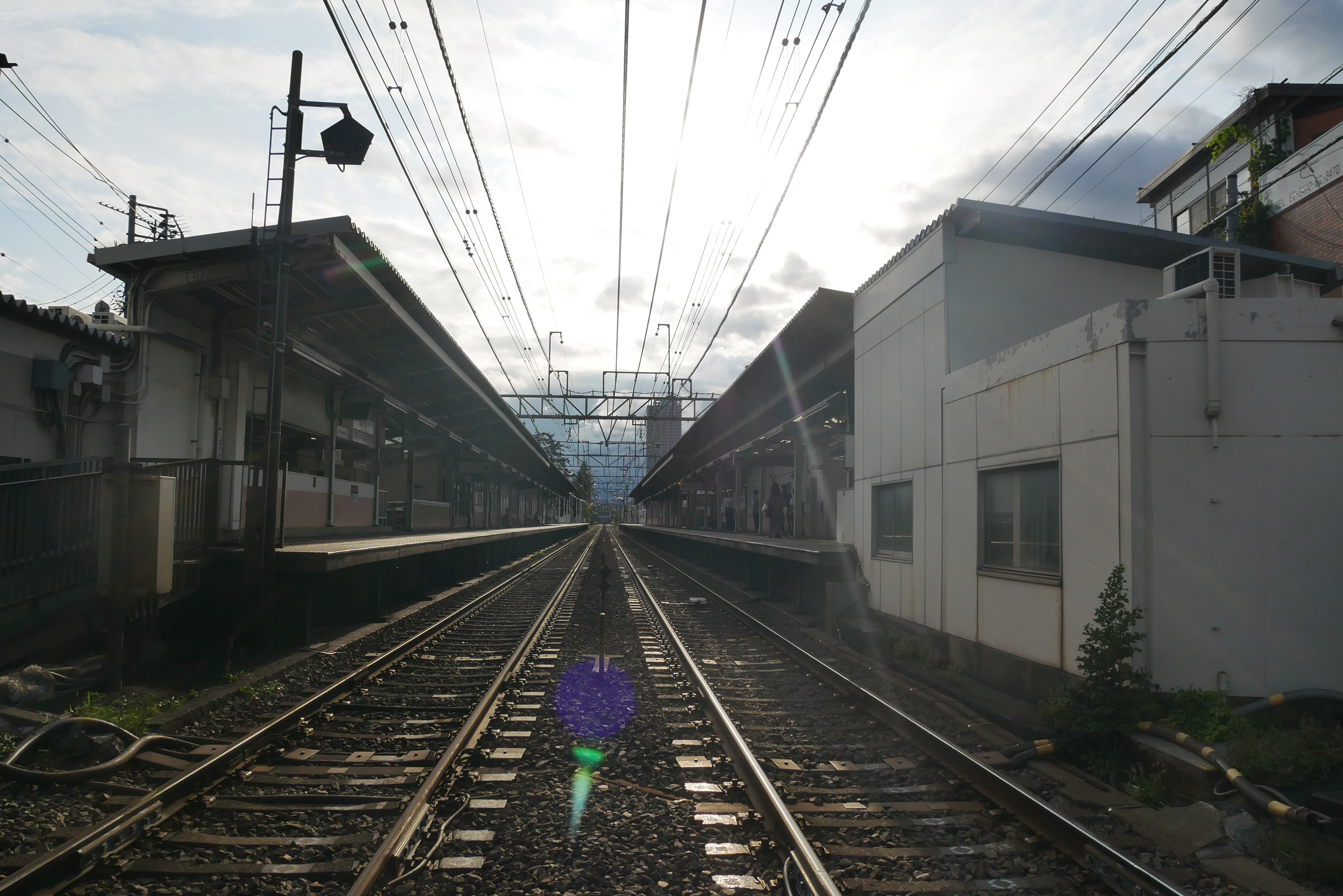
踏切から見た柴崎駅の相対式ホーム
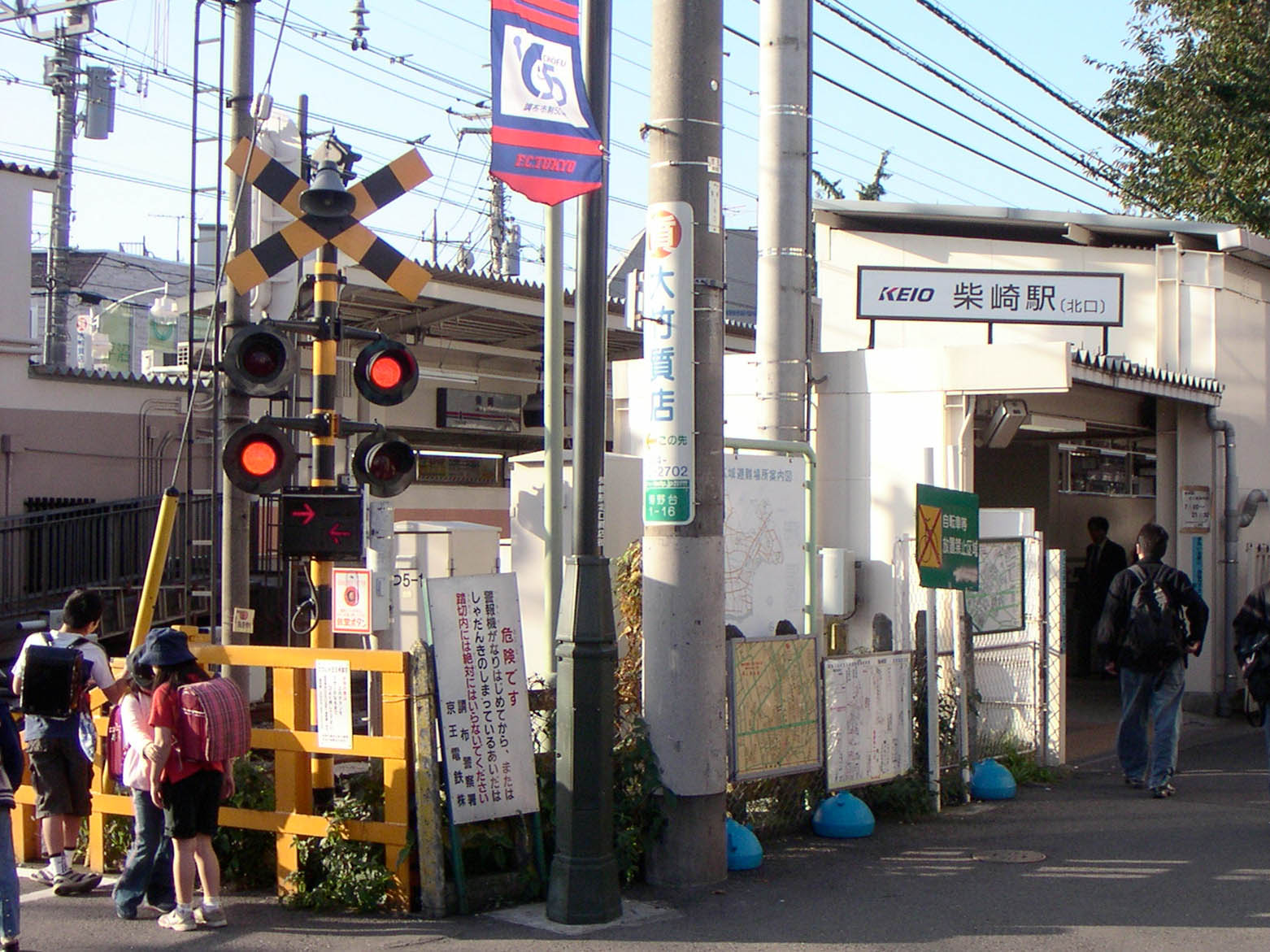
踏切で分断される柴崎駅前（北口）
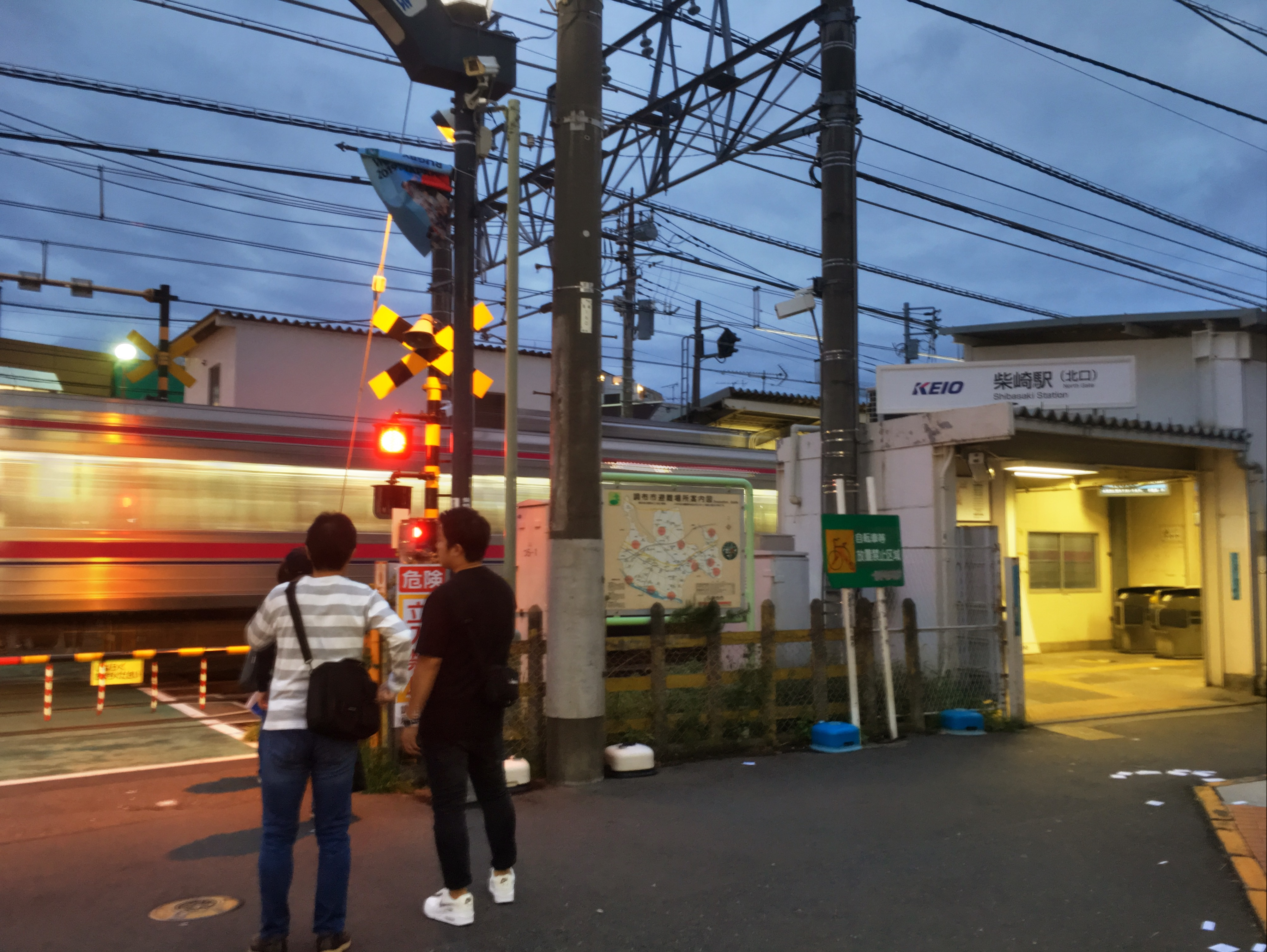
朝夕のラッシュ時には開かずの踏切となる。

駅周辺は個人商店や飲食店、コンビニエンスストア、ドラッグストアなどがあり、昔からの八百屋や床屋、ラーメン店や居酒屋が立ち並ぶ。特に個人経営の町中華や立ち飲み屋などが多い。
町域内に大型商業施設は長年存在しなかったが、2017年4月28日にショッピングセンター「クロスガーデン調布」が開業し、地域の利便性が大きく向上した。運営会社の変更により2020年6月19日に「キテラタウン調布」へ改称した。詳細はキテラタウン調布の記事を参照。
柴崎駅周辺
- セブン-イレブン 調布駅南口店
- ローソンストア100 調布駅南口店
- ウェルパーク 調布菊野台店
- 神代湯 - 駅北口。調布市内でも少なくなった銭湯。

国道20号沿い
- 調布自動車学校 - オリックスグループの自動車教習所。
- キテラタウン調布（旧店名：クロスガーデン調布）
  - ライフ キテラタウン調布店 - 同施設の開業に伴い、核店舗としてつつじヶ丘店（東つつじケ丘1丁目3-3）から移転。
  - ノジマ キテラタウン調布店
  - サンドラッグ キテラタウン調布店
  - ダイソー キテラタウン調布店
  - バーガーキング キテラタウン調布店
  - サイゼリヤ キテラタウン調布店
  - 魚べい キテラタウン調布店
- すき家 甲州街道柴崎店
- 八千代銀行 調布支店

その他
- ビッグ・エー 調布菊野台店
- 調布市市民農園 菊野台農園
- 市民大町スポーツ施設（調布市立体育館）[6]
  - 調布市大町テニスコート
- 鹿島建設 柴崎グラウンド
- メイングリーン - ゴルフ練習場

## 交通

### 鉄道
| 街区内の駅             |
| ---------------------- |
| 京王線 - 柴崎駅(KO 16) |

- 菊野台3丁目に京王線柴崎駅がある。なお3丁目の一部地域は柴崎駅よりつつじヶ丘駅の方が近い。

### バス
- 駅前の敷地および周辺道路が狭隘で路線バスが入れないため、柴崎駅を発着するバス路線はない。
- つつじヶ丘駅南口発着の路線バス（京王バス、小田急バス）が、神代団地付近で菊野台3丁目と西つつじケ丘の境界付近を通過するが、町域内にバス停留所はない。
- 調布市ミニバス北路線が、南側の柴崎の町域内を通過するが、菊野台にはバス停留所はない。

### 道路
- 国道20号（甲州街道）
- 品川通り
- 佐須街道
- 大町通り
- 上ノ原通り